# Houari Boumédienne

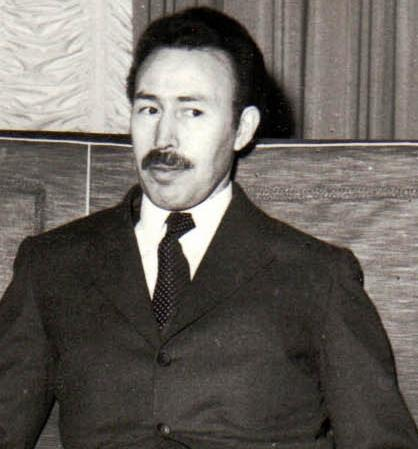
Houari Boumédienne (1972)

Houari Boumédienne of Boumédiène (Arabisch: هواري بومدين, Hawārī Bū-Madyan) (echte naam Mohamed Boukherouba) (Clauzel, Algerije, 23 augustus 1932 - Algiers, 27 december 1978) was de tweede president van Algerije van 10 december 1976 tot 27 december 1978.

## Levensloop
Boumédienne was een guerrilla-strijder in de Algerijnse Onafhankelijkheidsoorlog (1954-1962). Hier kreeg hij ook zijn “nom de guerre” Houari Boumédienne. Deze was een beschermheilige van Tlemcen -Sidi Boumedienne- een dorp waar hij streed als officier in West-Algerije.
Vanaf 1960 was hij hoofd van de verbannen vrijheidsgroepering Front de Libération Nationale (FLN).
In 1962 was de onafhankelijkheid een feit. Boumédienne werd minister van defensie met de steun van de Algerijnse leider Ahmed Ben Bella. Boumédienne werd al snel wantrouwig omdat Ben Bella een echte autocraat was (een alleenheerser). In juni 1965 had hij er genoeg van en pleegde een bloedloze staatsgreep. In het begin was er veel wantrouwen jegens de nieuwe leider, maar al snel kon Boumédienne tonen dat hij een geducht leider was. Hij regeerde dan ook tot zijn dood in 1978.
Zijn filosofie was dat hij niet gebonden wilde zijn aan een ideologisch standpunt. Hierdoor was hij zowel communistisch als kapitalistisch en had hij met beide soort landen een goede relatie. Ook onderhield hij goede contacten omdat hij ijverde voor een samenwerking tussen verschillende derdewereldlanden. Hij was bijvoorbeeld voorzitter van de organisatie voor Afrikaanse eenheid in 1968-69.
Een veelbetekenend gebeuren was het ijveren voor een onafhankelijke Westelijke Sahara. Dit zorgde ervoor dat de relatie tussen Algerije en Marokko er toch iets op verbeterde nadat die verzuurd was bij de “Zandoorlog” in 1963. Later stond hij wel op rand van oorlog met Marokko omdat hij een vrije doorgang wilde tot de Atlantische Oceaan.
Economisch gezien was hij een echte tegenpool van zijn voorganger. Hij nam niet meer de primaire sector als prioriteit, maar hij stichtte een socialistisch programma met een staatgestuurde economie. Maar in werkelijkheid had Algerije bijna geen industrie, wat later voor zware problemen zou zorgen voor zijn opvolgers. Ook nationaliseerde hij de olie-industrie waarbij hij op zware kritiek stuitte van de Franse regering.
Op 10 april 1974 hield Houari Boumédienne een ophefmakende toespraak voor de VN in New York. Daarin hield hij een pleidooi voor een nieuwe economische wereldorde.
Na tien jaar geregeerd te hebben moest hij echter onder druk verkiezingen houden. Maar aangezien Boumédienne de enige kandidaat was, werd hij opnieuw tot president verkozen. Hij overleed in 1978 aan een zeldzame bloedziekte (Ziekte van Waldenström), waarvoor hij zonder succes in Moskou was behandeld.